# Pterolophia plicata
Pterolophia plicata är en skalbaggsart som först beskrevs av Hermann Julius Kolbe 1893.  Pterolophia plicata ingår i släktet Pterolophia och familjen långhorningar. Inga underarter finns listade i Catalogue of Life.